# Peneazivka, Kulîkivka
Peneazivka (în ucraineană Пенязівка) este un sat în așezarea urbană Kulîkivka din regiunea Cernihiv, Ucraina.

## Demografie
Componența lingvistică a localității Peneazivka
     Ucraineană (96,43%)
     Rusă (1,79%)
     Alte limbi (0,6%)
Conform recensământului din 2001, majoritatea populației localității Peneazivka era vorbitoare de ucraineană (96,43%), existând în minoritate și vorbitori de rusă (1,79%).

## Galerie

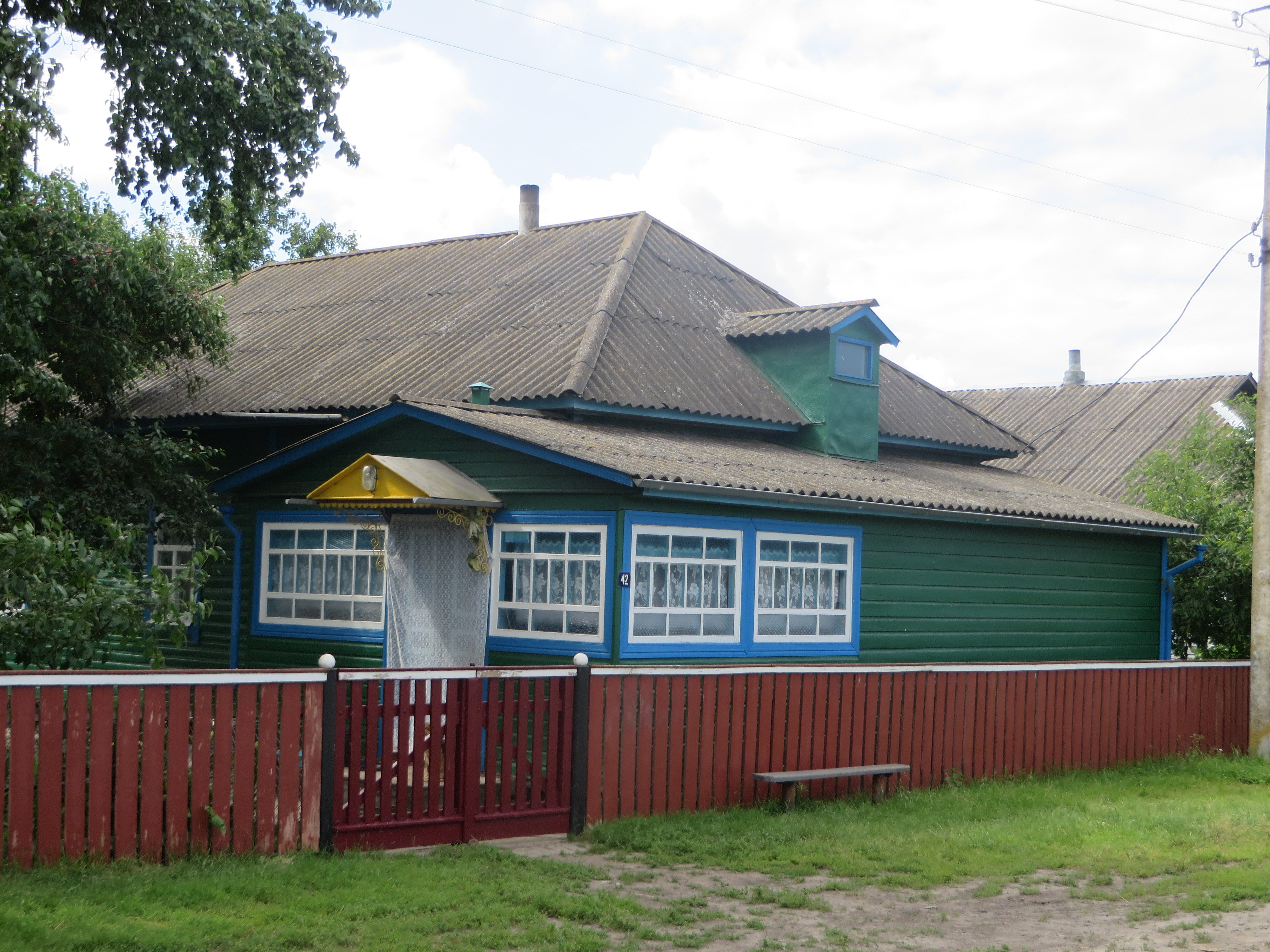
одна з типових поліських хат
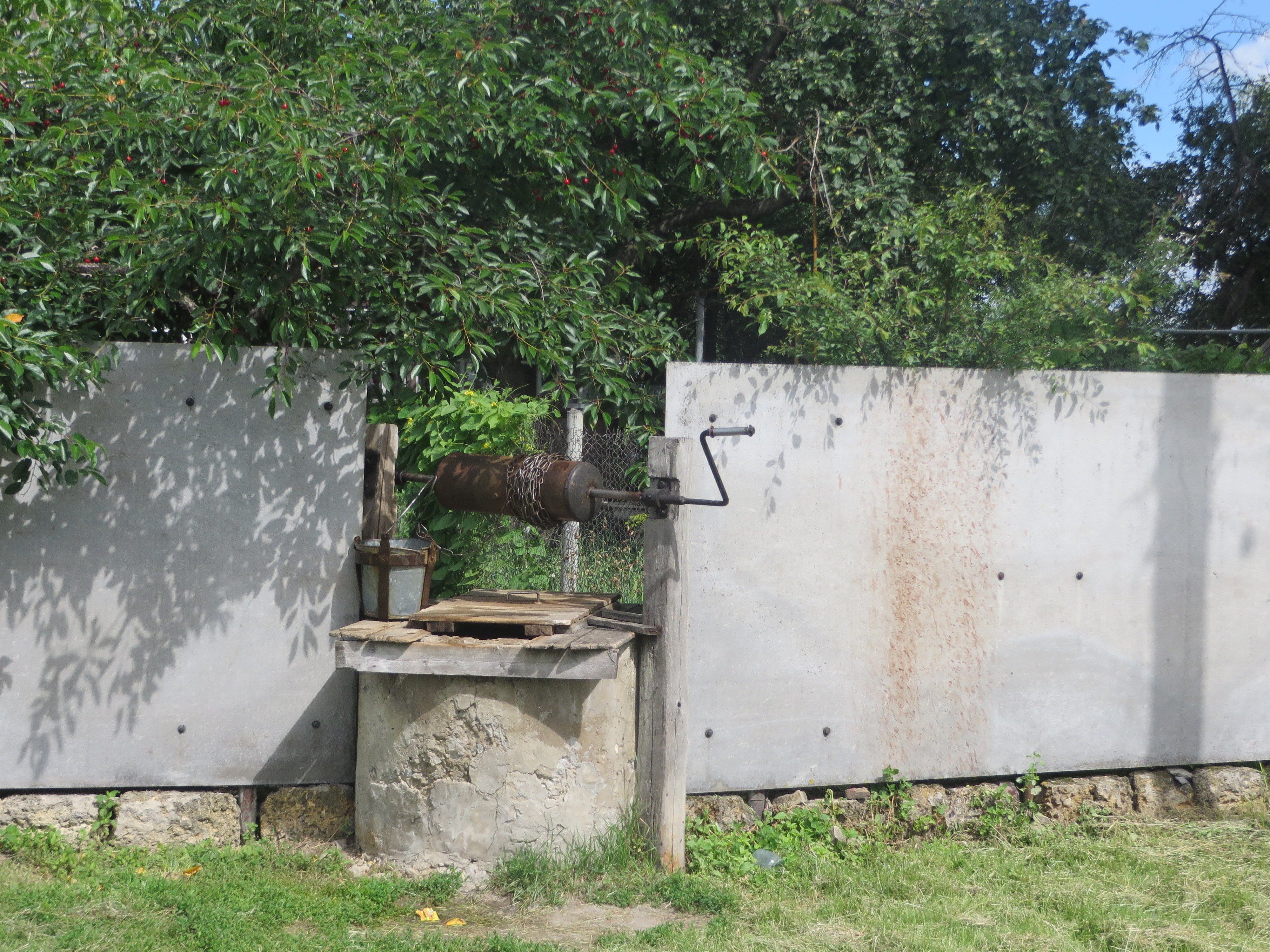
криниця
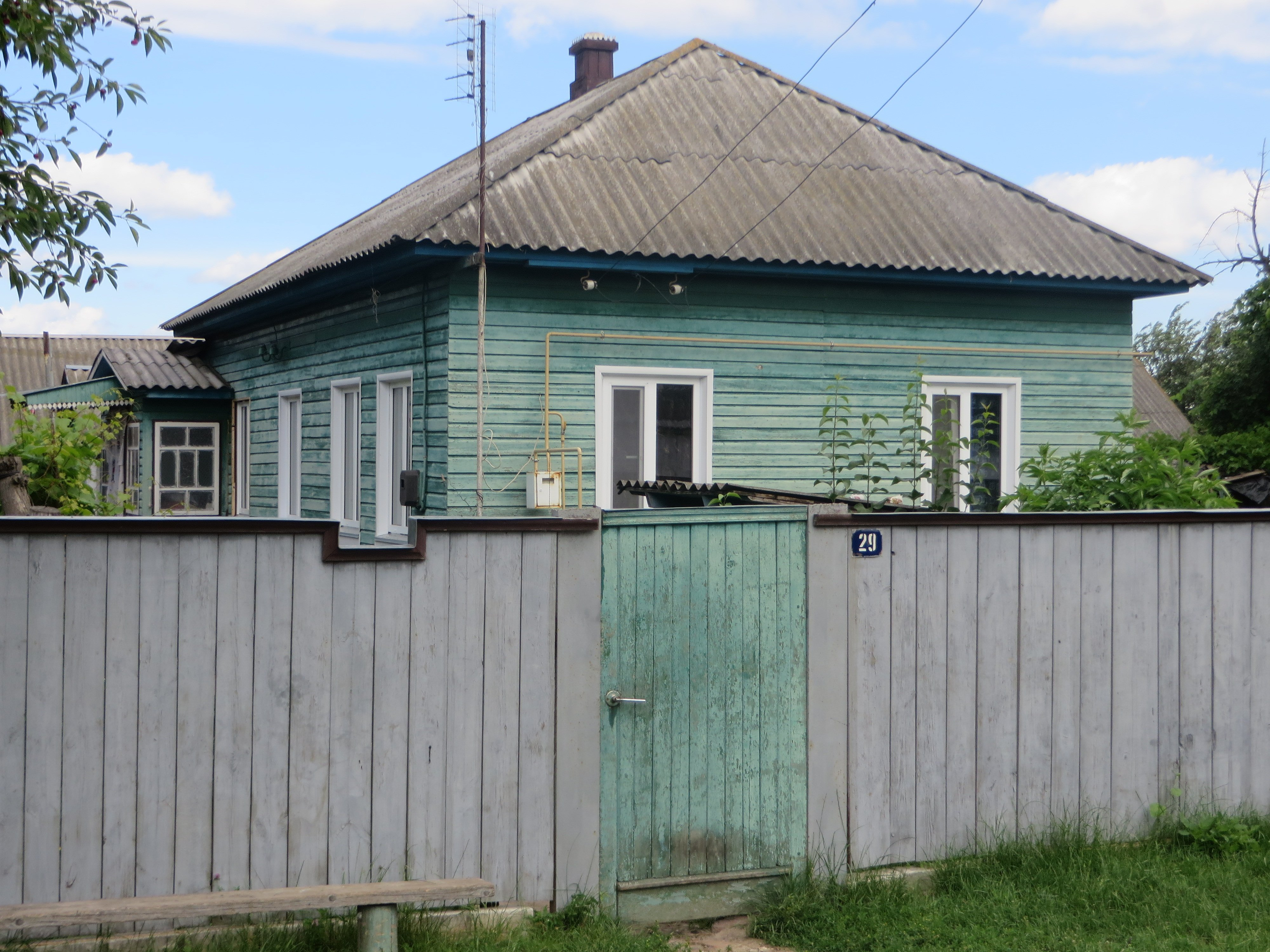
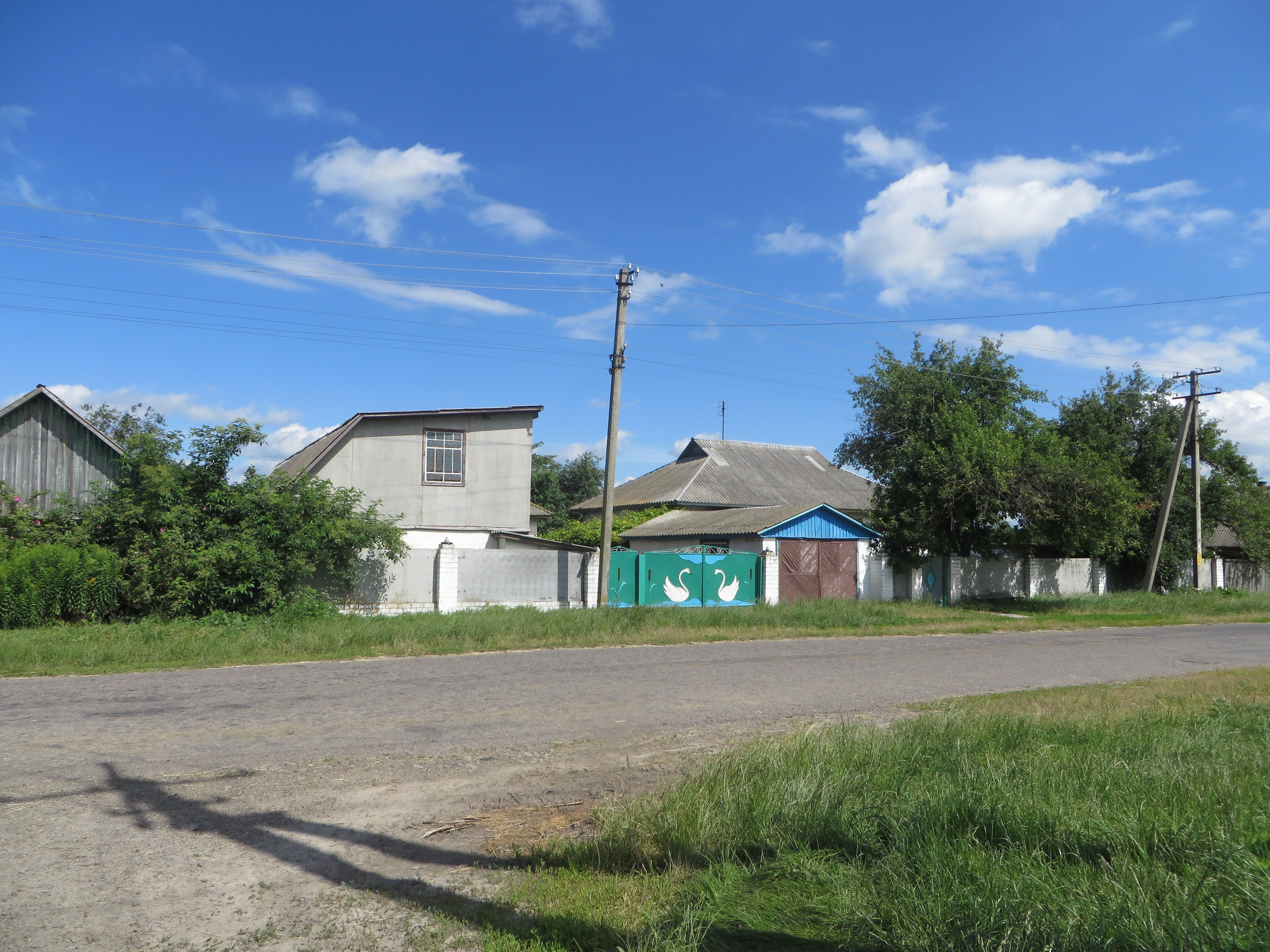
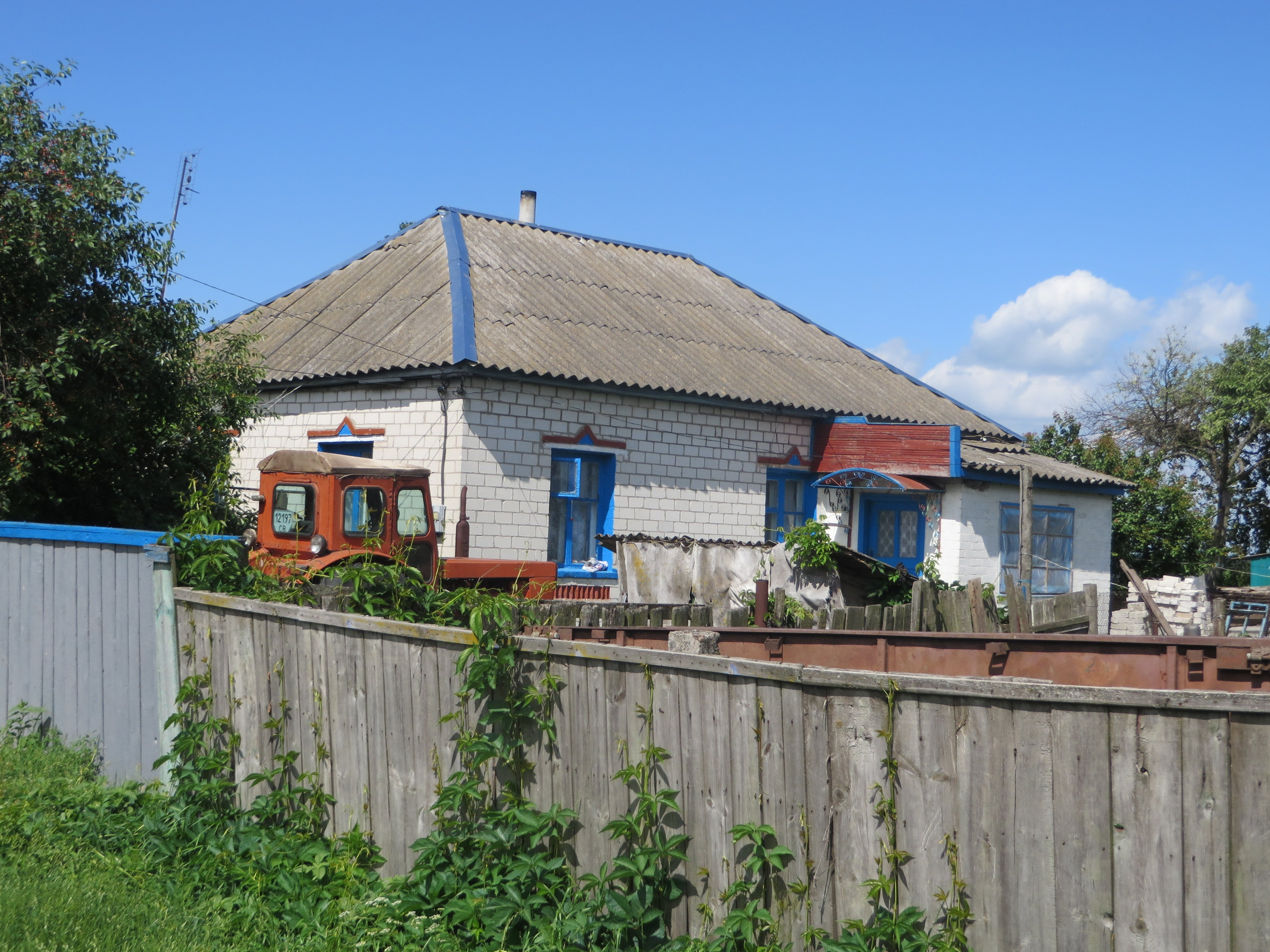
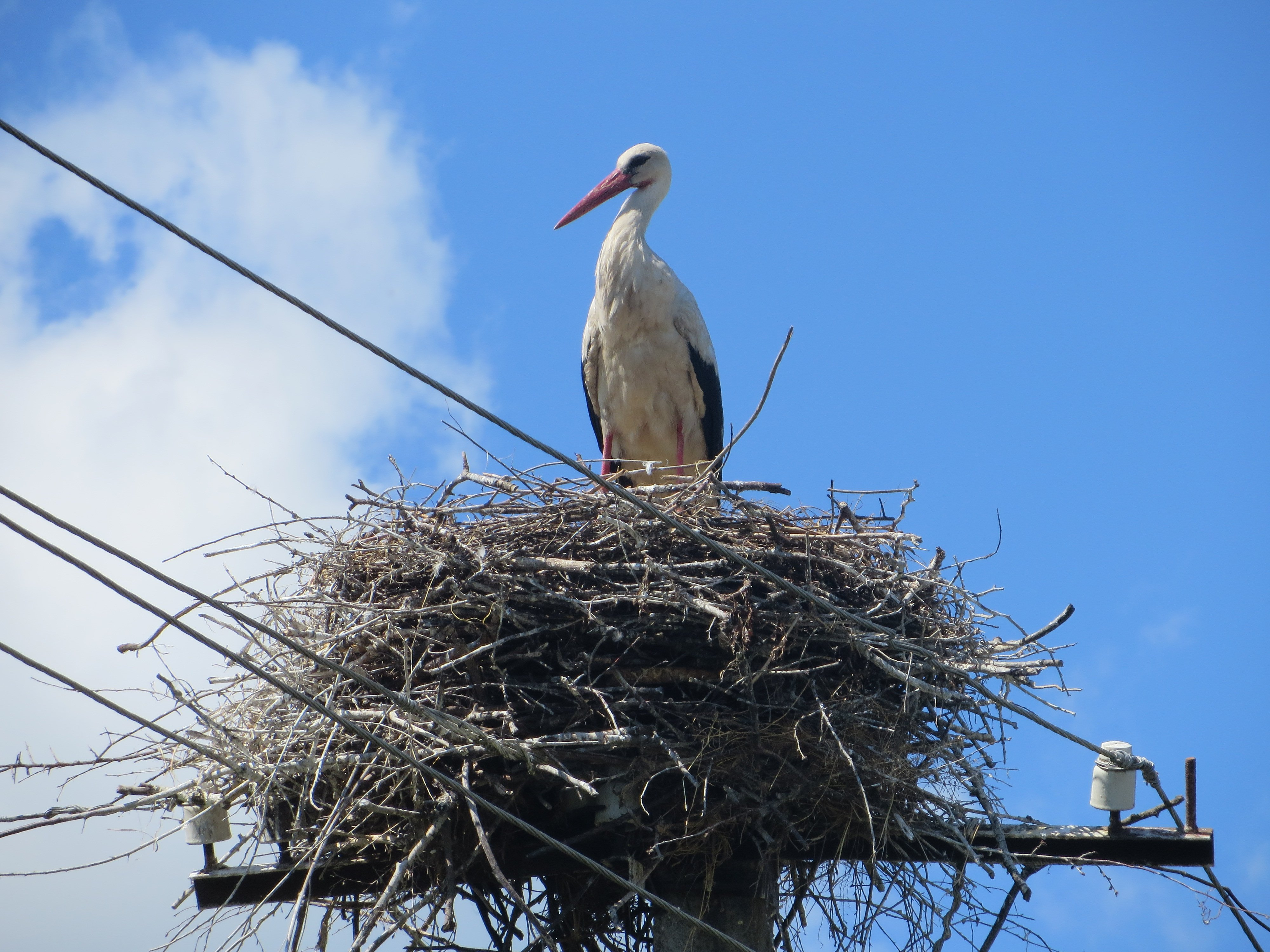
журавель в гнізді
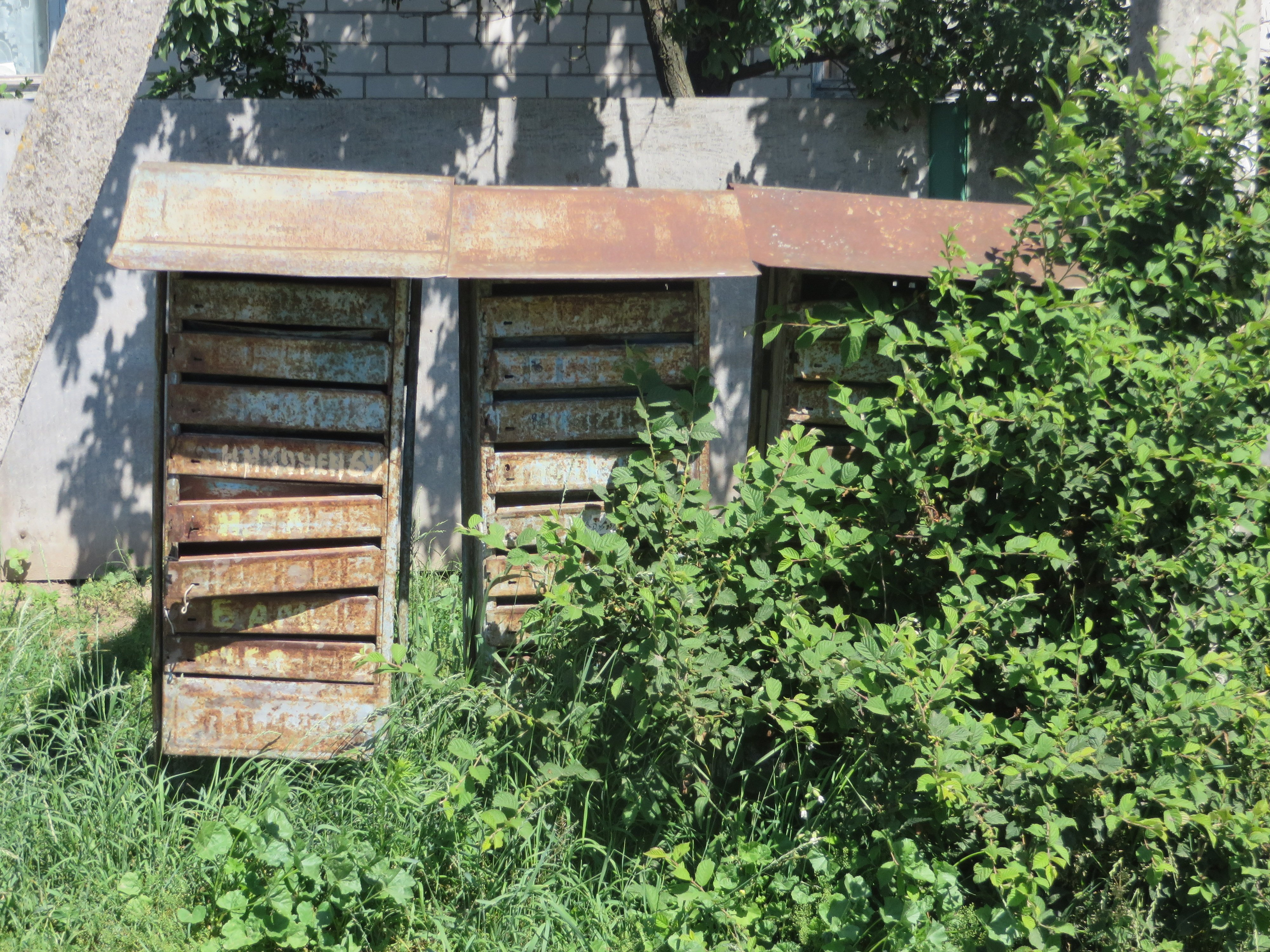
колись тут була пошта
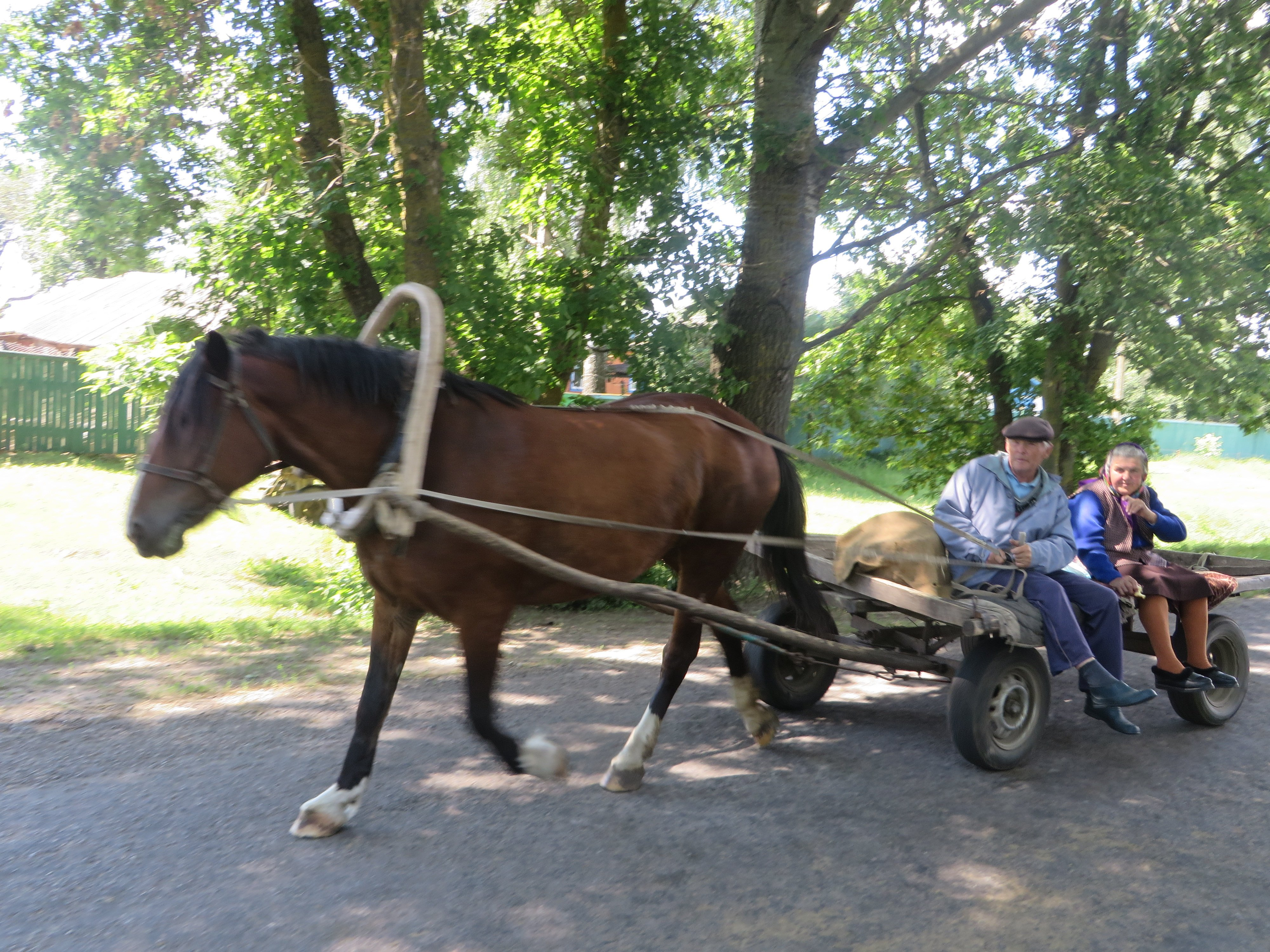
коні ще не перевелися на дорогах села
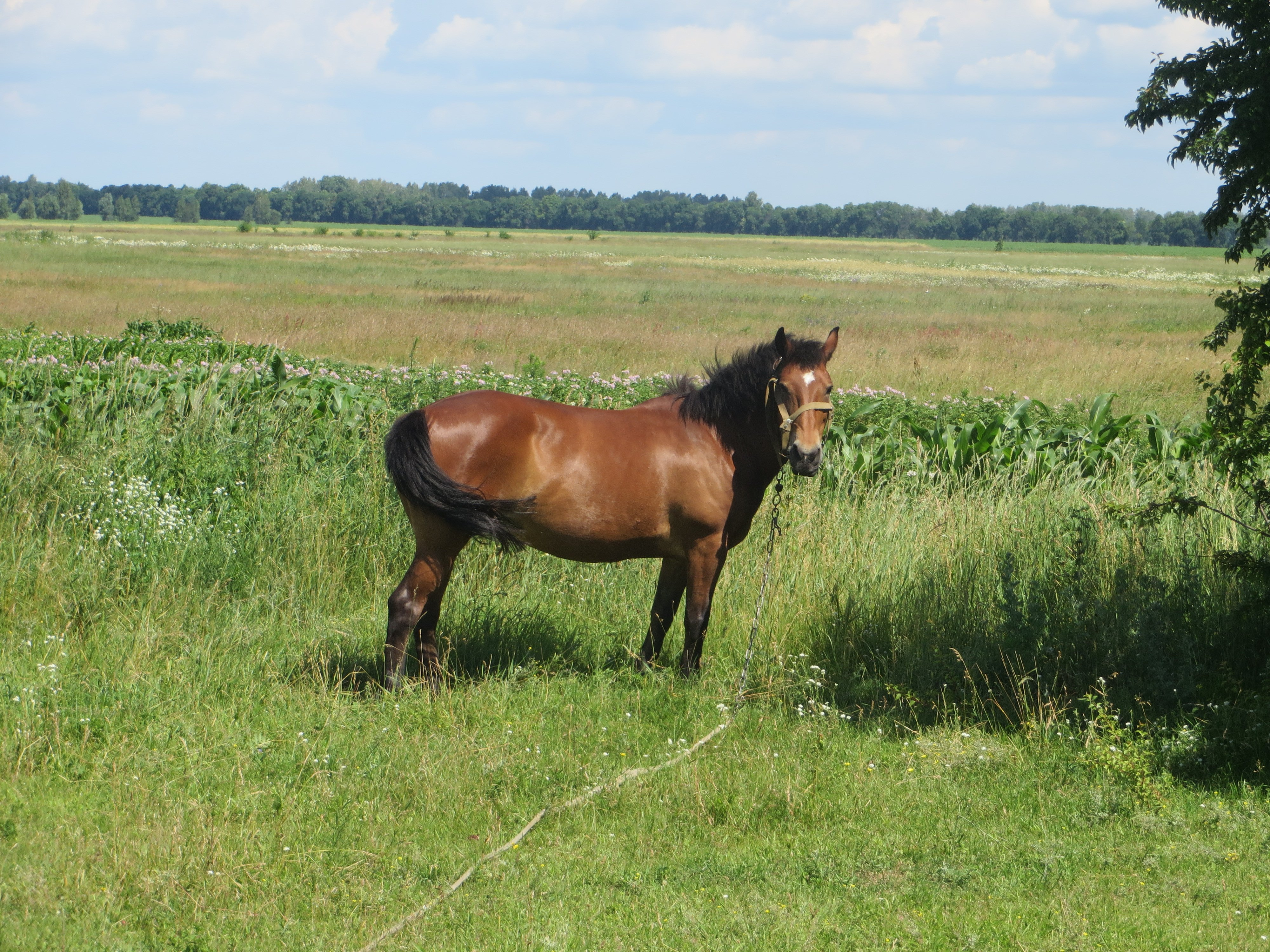
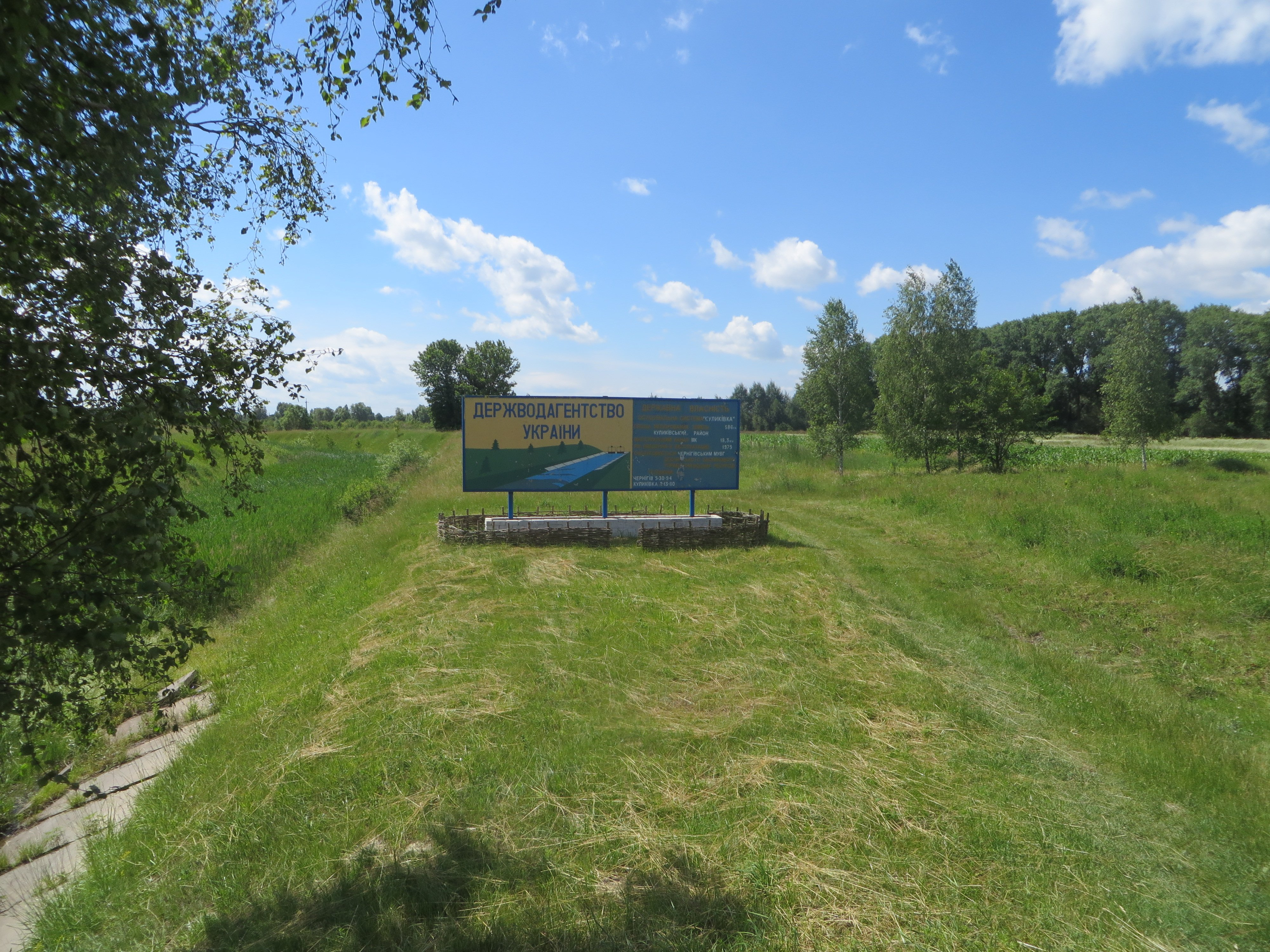
осушувальна система біля села
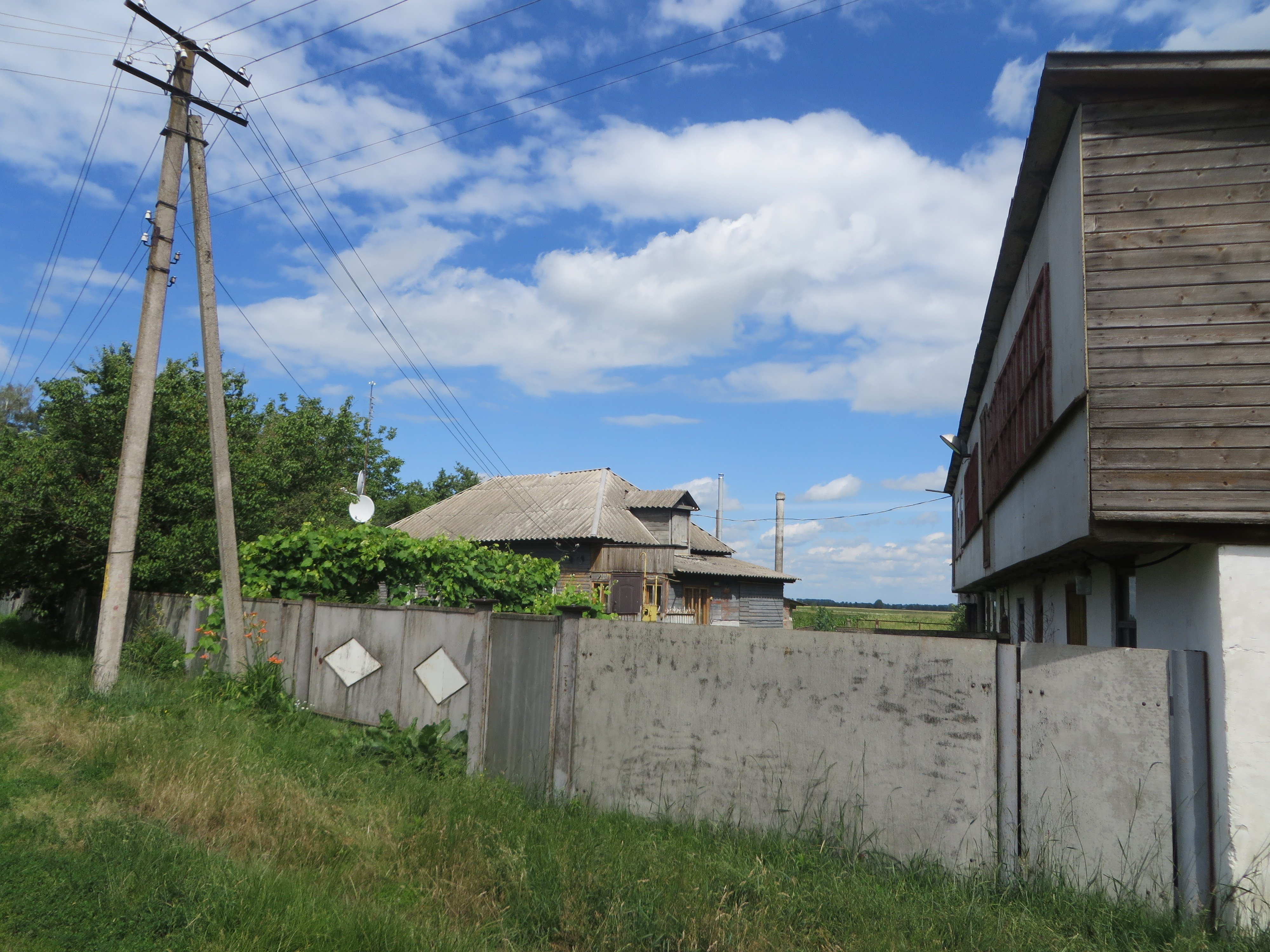
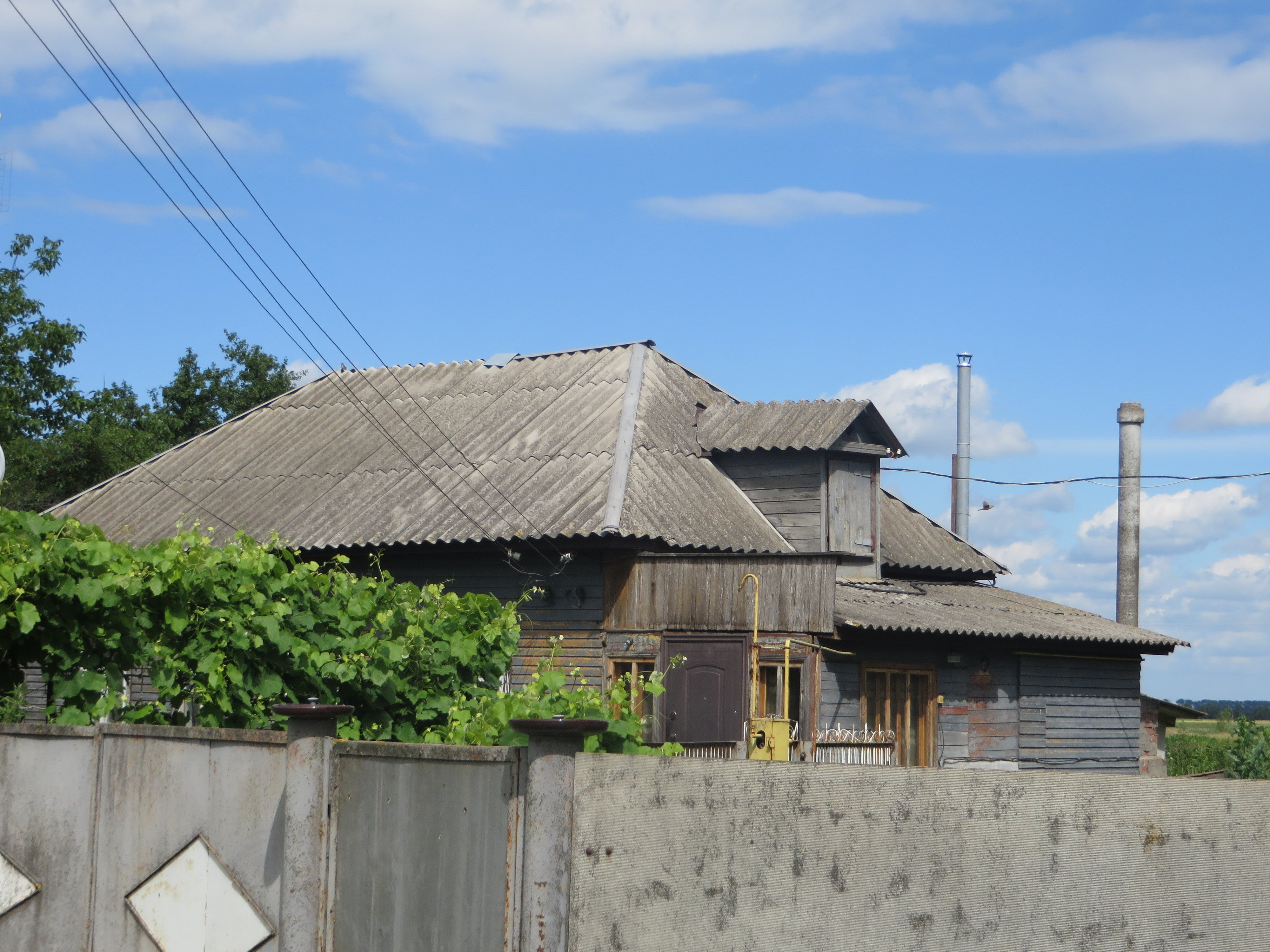
дерев’яна хата
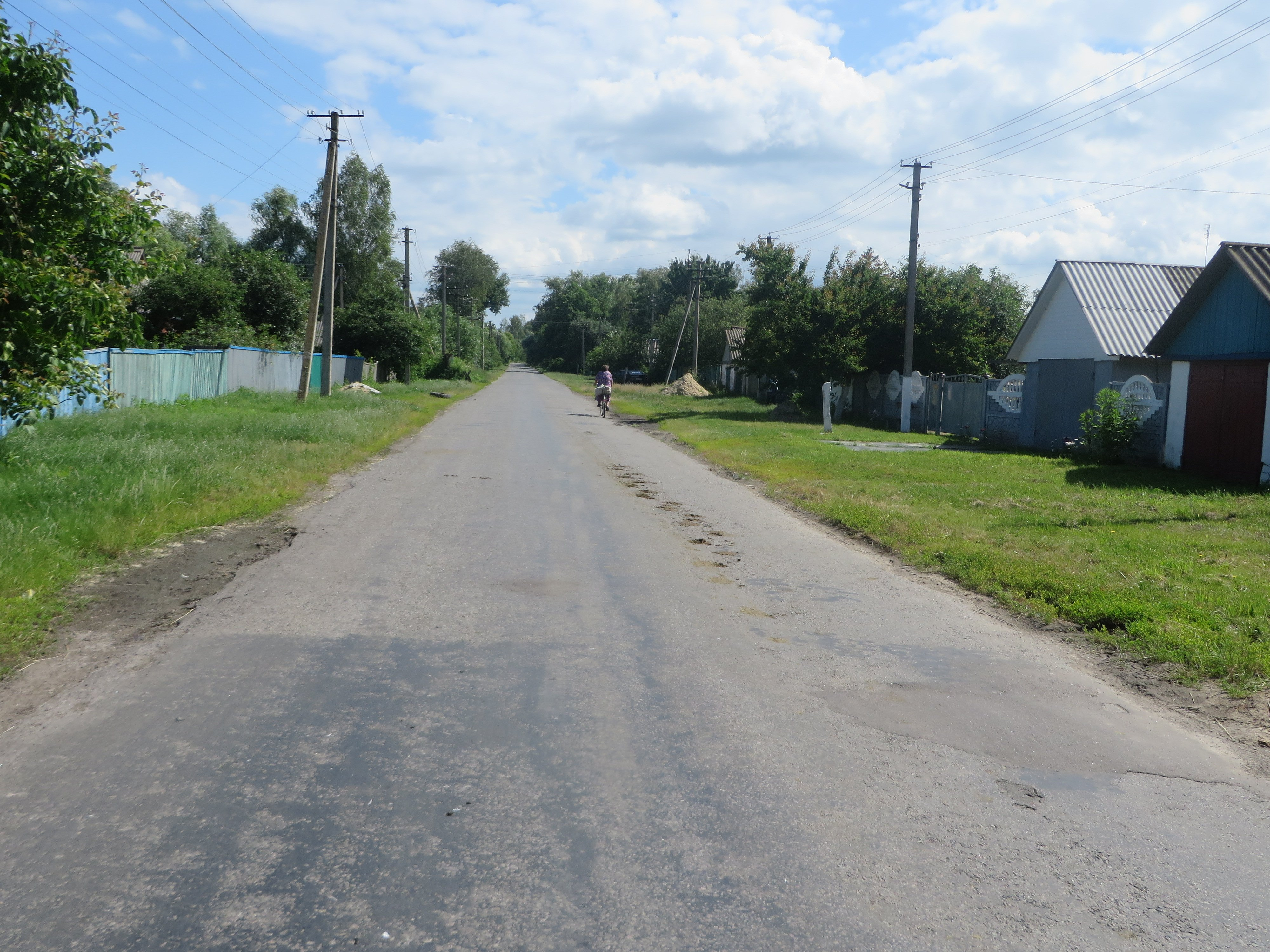
єдина вулиця села - вулиця Перемоги
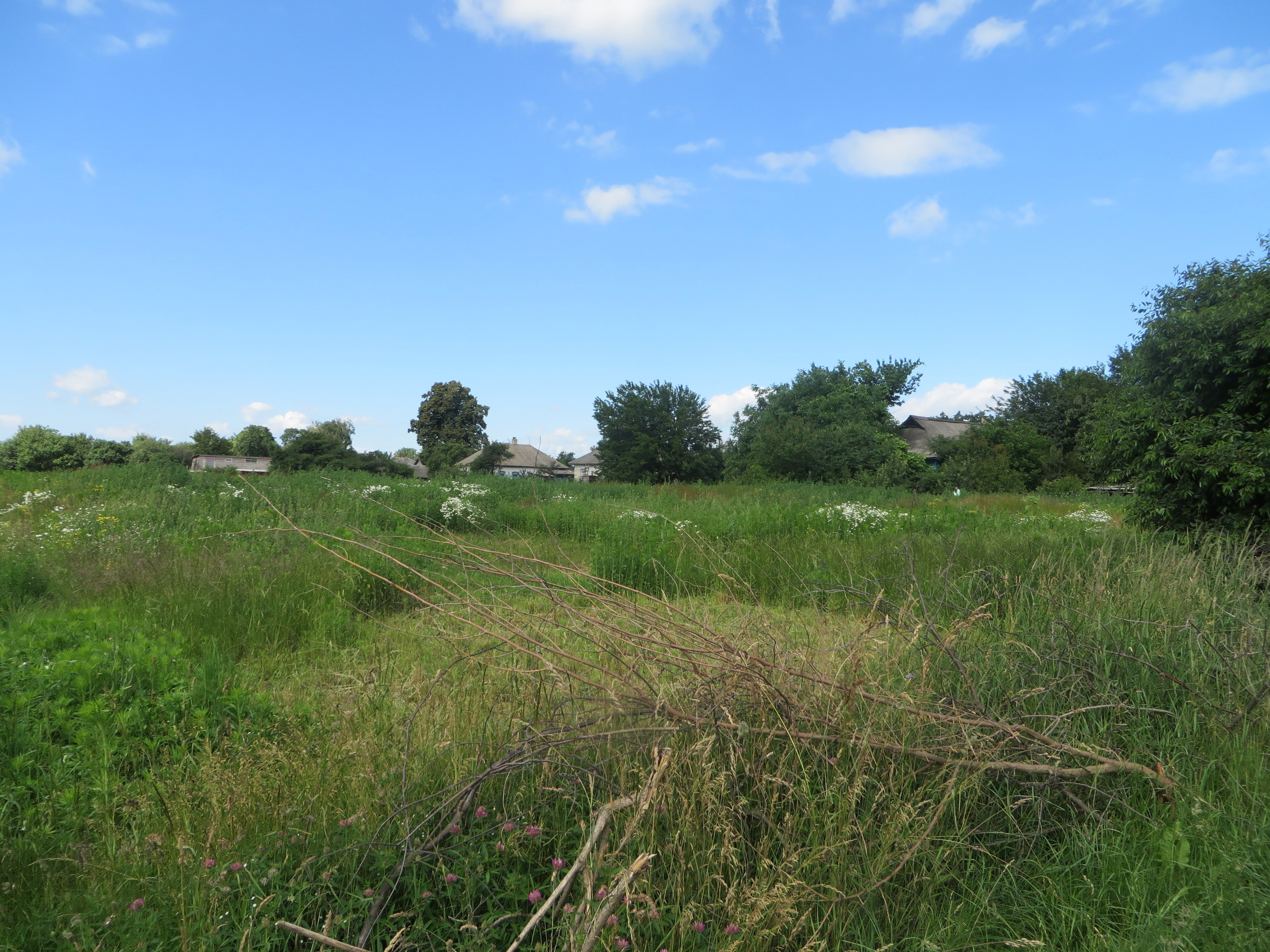
за селом
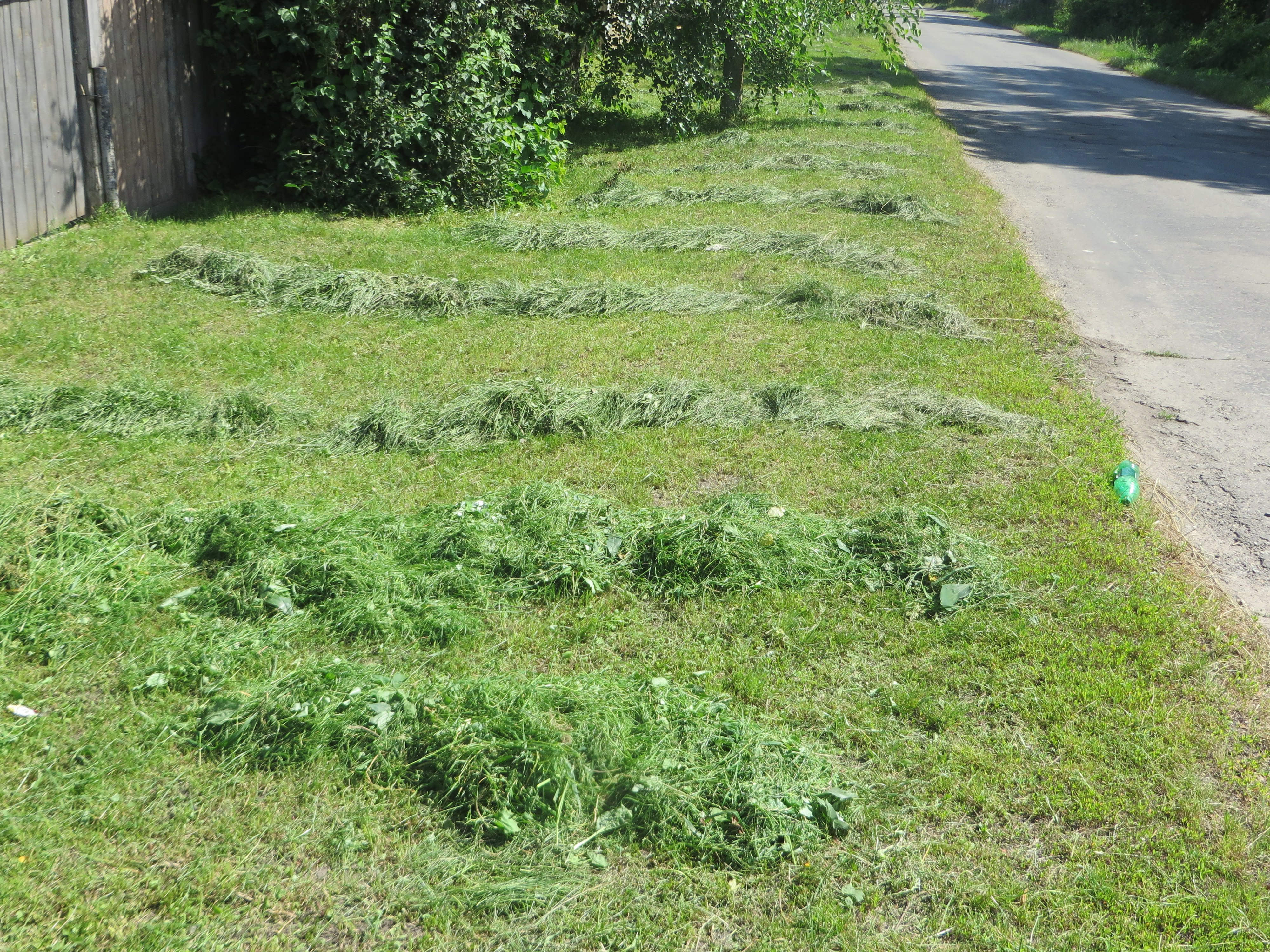
свіжі покоси
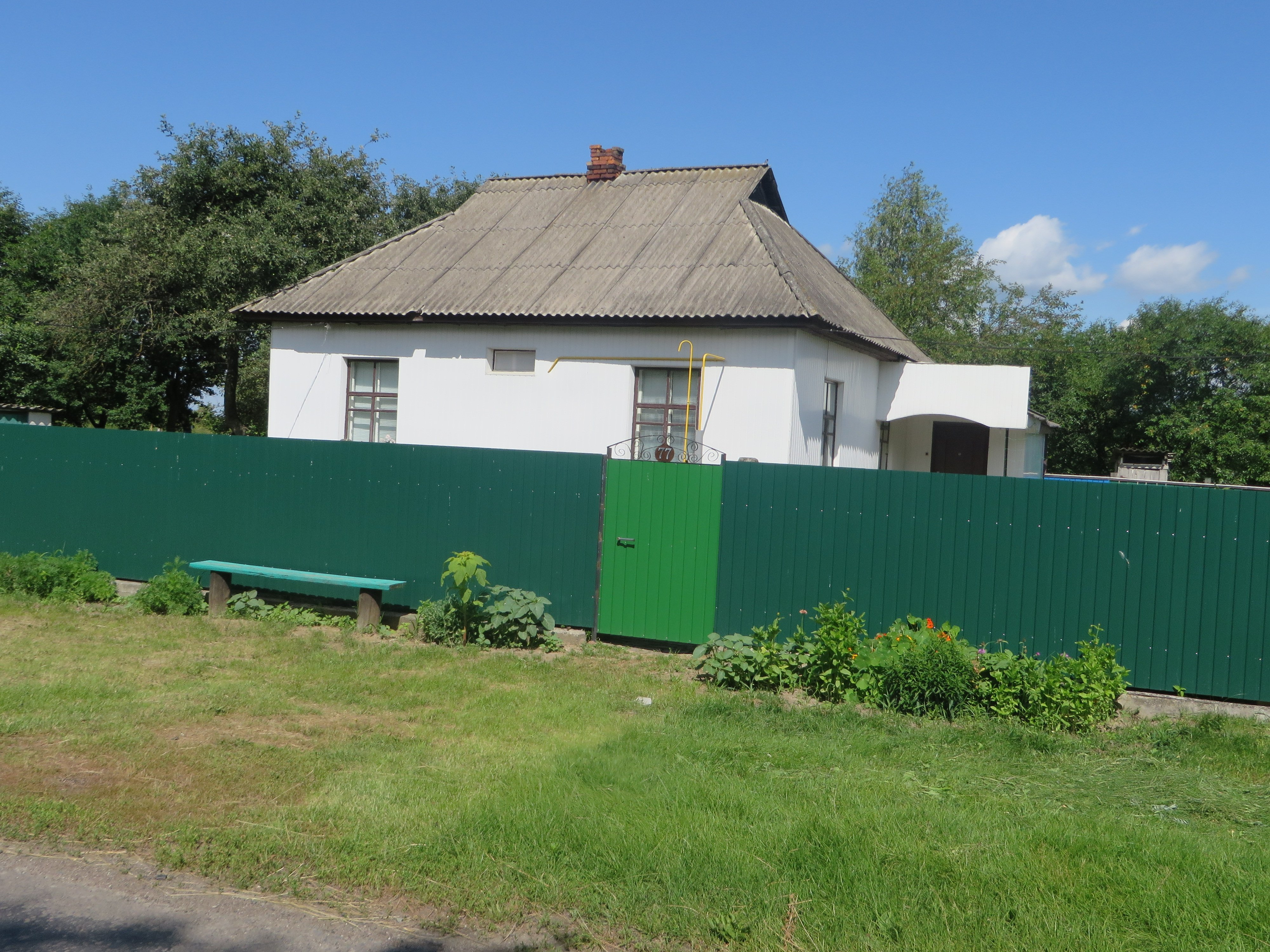
оновлена хата
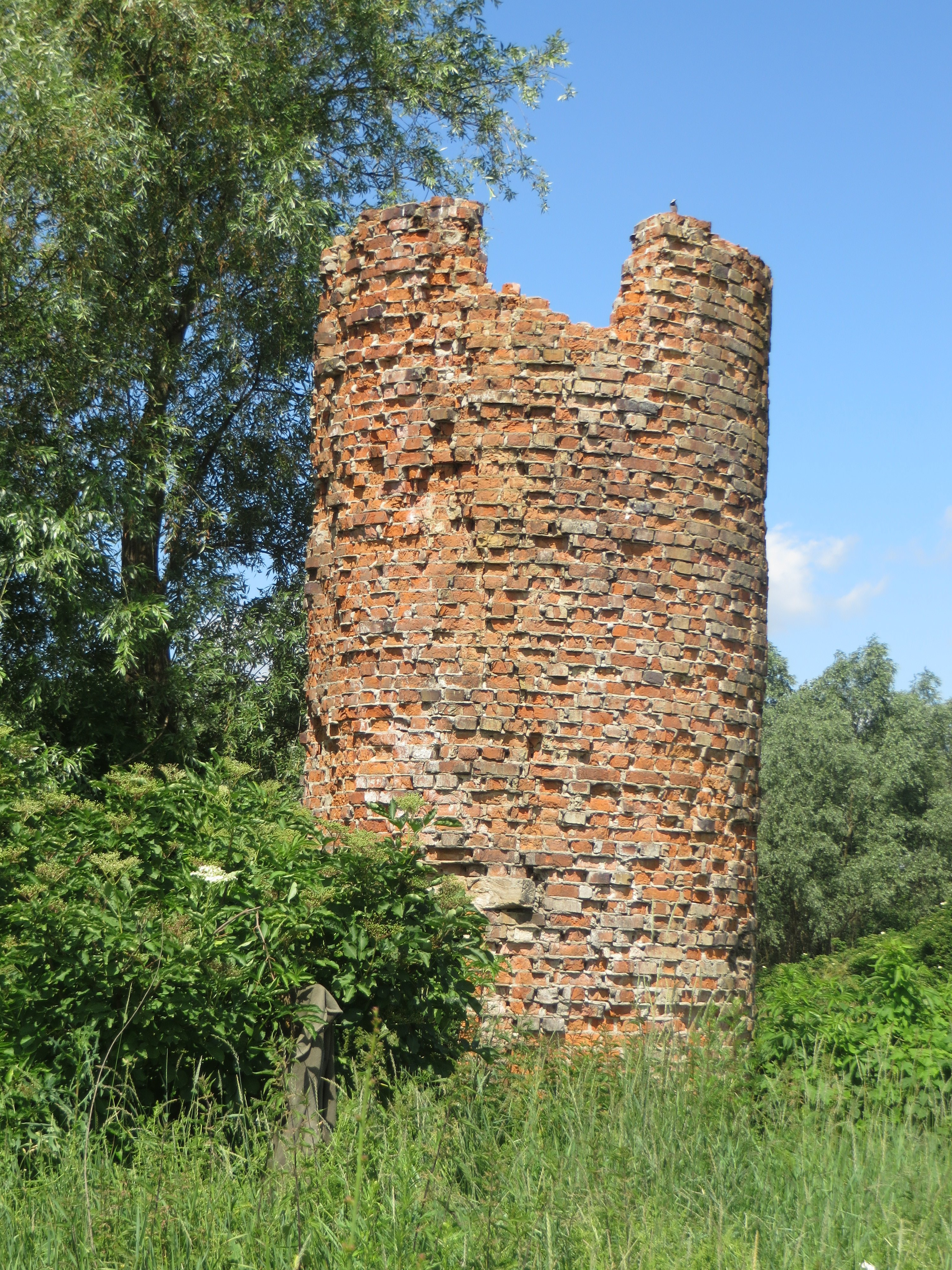
руїни водонапірної башти
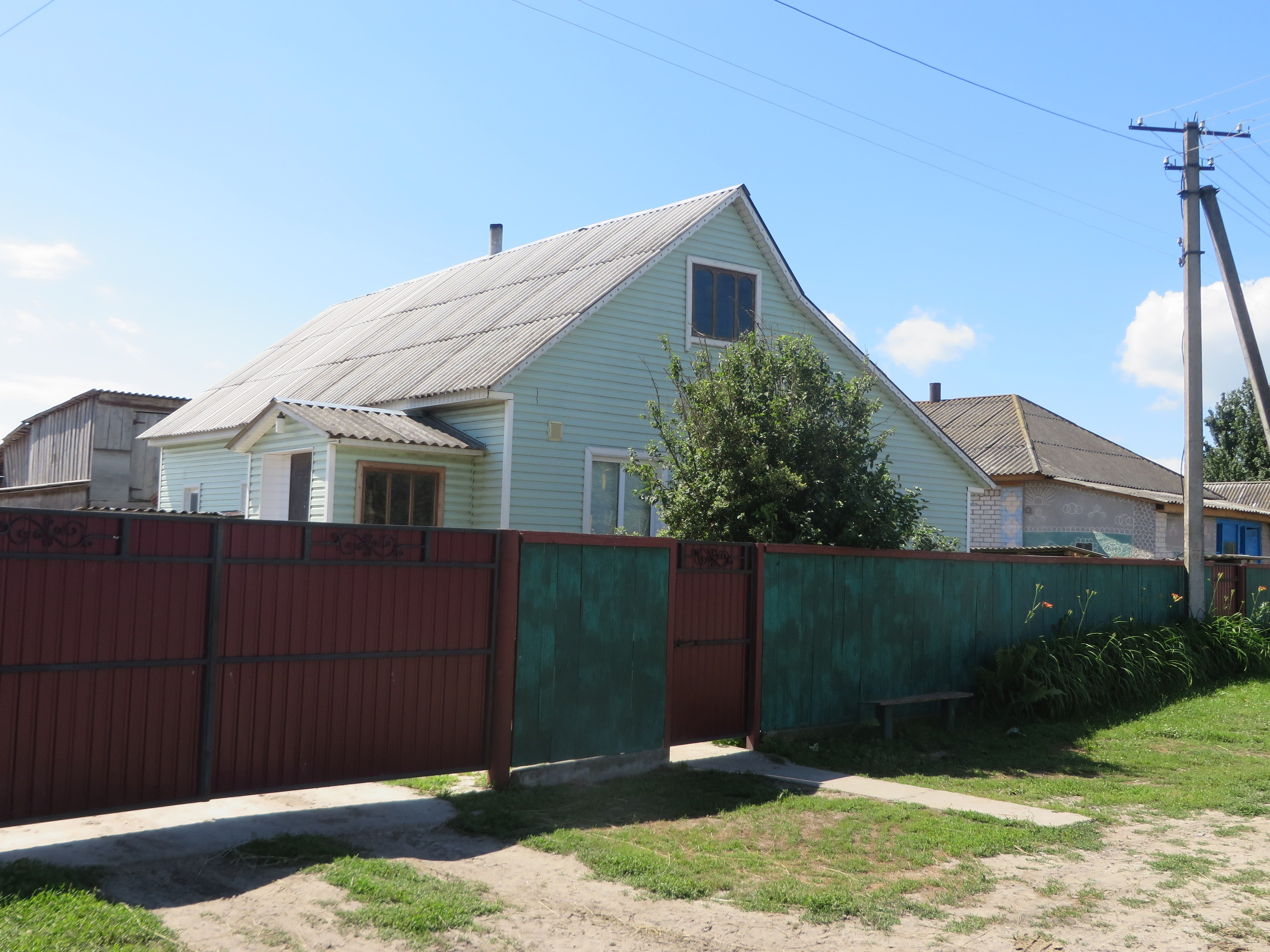
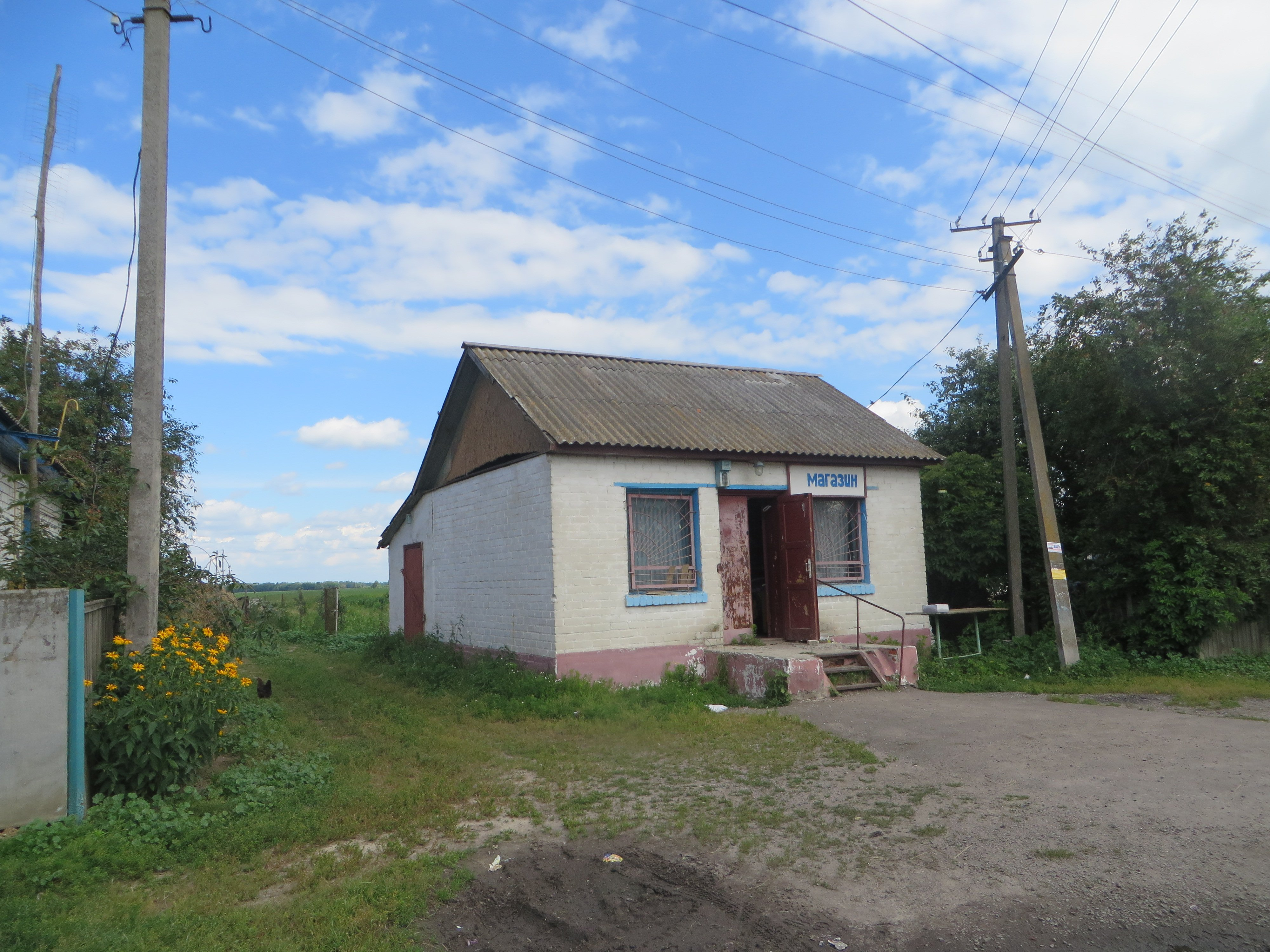
магазин
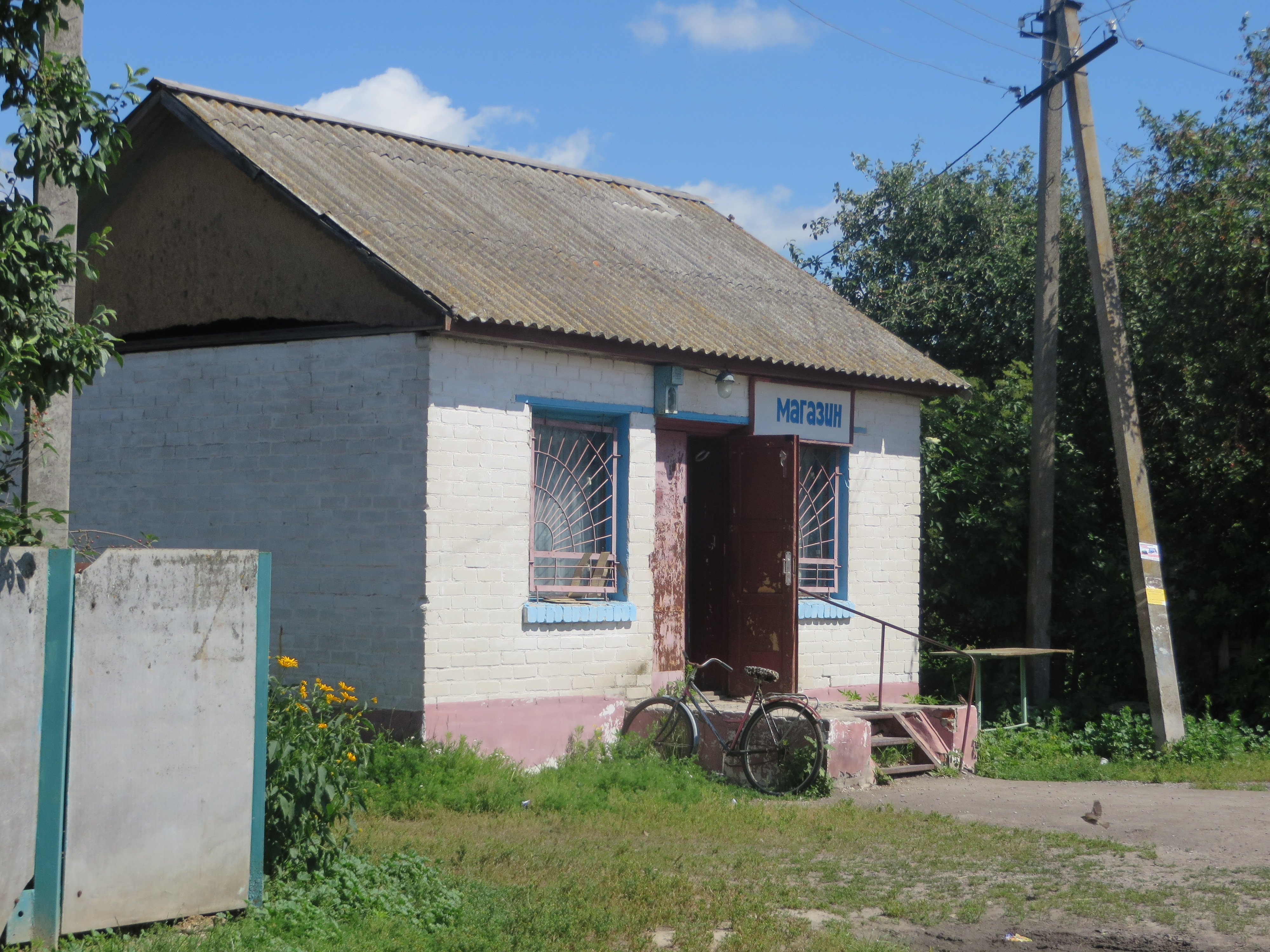
магазин
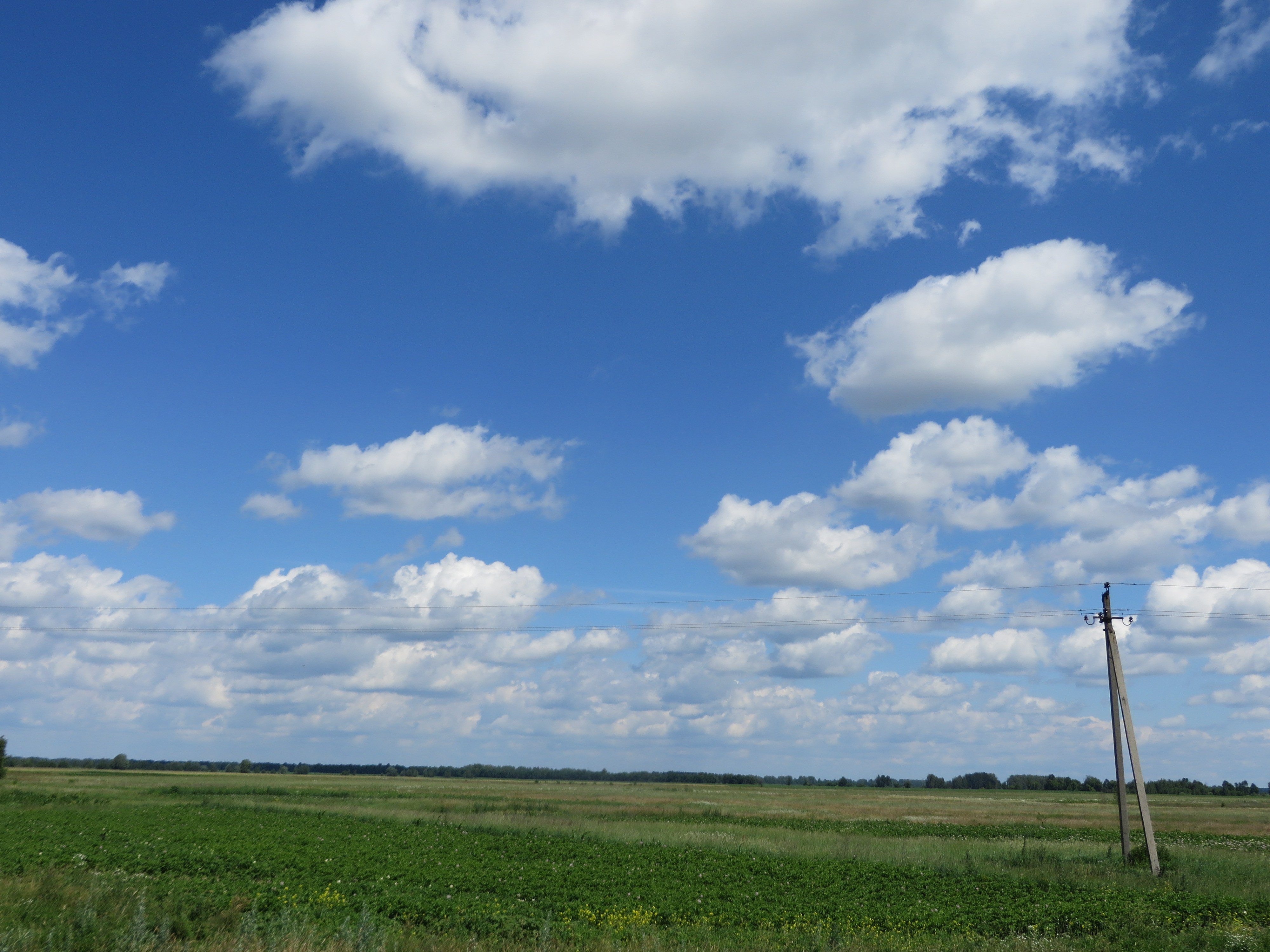
між Пенязівкою і Куликівкою